# Herb województwa nowogródzkiego

Herb w czasach I RP

Herb w czasach II RP

Herb województwa nowogródzkiego ma kształt dwudzielnej tarczy renesansowej o łuku geometrycznym. Tarcza podzielona jest wzdłużnie na równe części, a pola są tego samego koloru – gelus (czerwony). W pierwszej części widnieje św. Michał Archanioł (symbol Rusi), na dodatek w czarnej tunice jako postać symbolizująca Ruś Czarną. W drugim polu widnieje zaś pogoń litewska symbolizująca przynależność tych terenów.

## W II Rzeczypospolitej
Tarcza dwudzielna - w polu prawym czerwonym anioł czarny, skrzydła rozciągnione, ręka jedna na dół prosta opuszczona, drugą się podpiera. W polu lewym, również czerwonym, Pogoń zwyczajna (jak w herbie województwa białostockiego).